# Clematis jeypurensis
Clematis jeypurensis är en ranunkelväxtart som beskrevs av Richard Henry Beddome och Wen Tsai Wang. Clematis jeypurensis ingår i släktet klematisar, och familjen ranunkelväxter. Inga underarter finns listade i Catalogue of Life.